# القوة السفلية

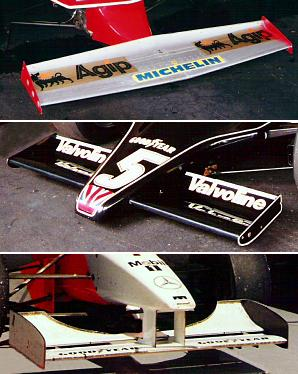
ثلاثة أنماط مختلفة من الأجنحة الأمامية من ثلاثة عصور مختلفة من فورمولا 1، وكلها مصممة لإنتاج قوة سفلية في الواجهة الأمامية لسيارات السباق المعنية. من الأعلى إلى الأسفل: فيراري 312T4 (1979)، لوتوس 79 (1978)، مسلارن MP4 (1996)

القوة السفلية (الإنجليزية: Downforce) هي قوة رفع لأسفل ناتجة عن الخصائص الديناميكية الهوائية للسيارة.

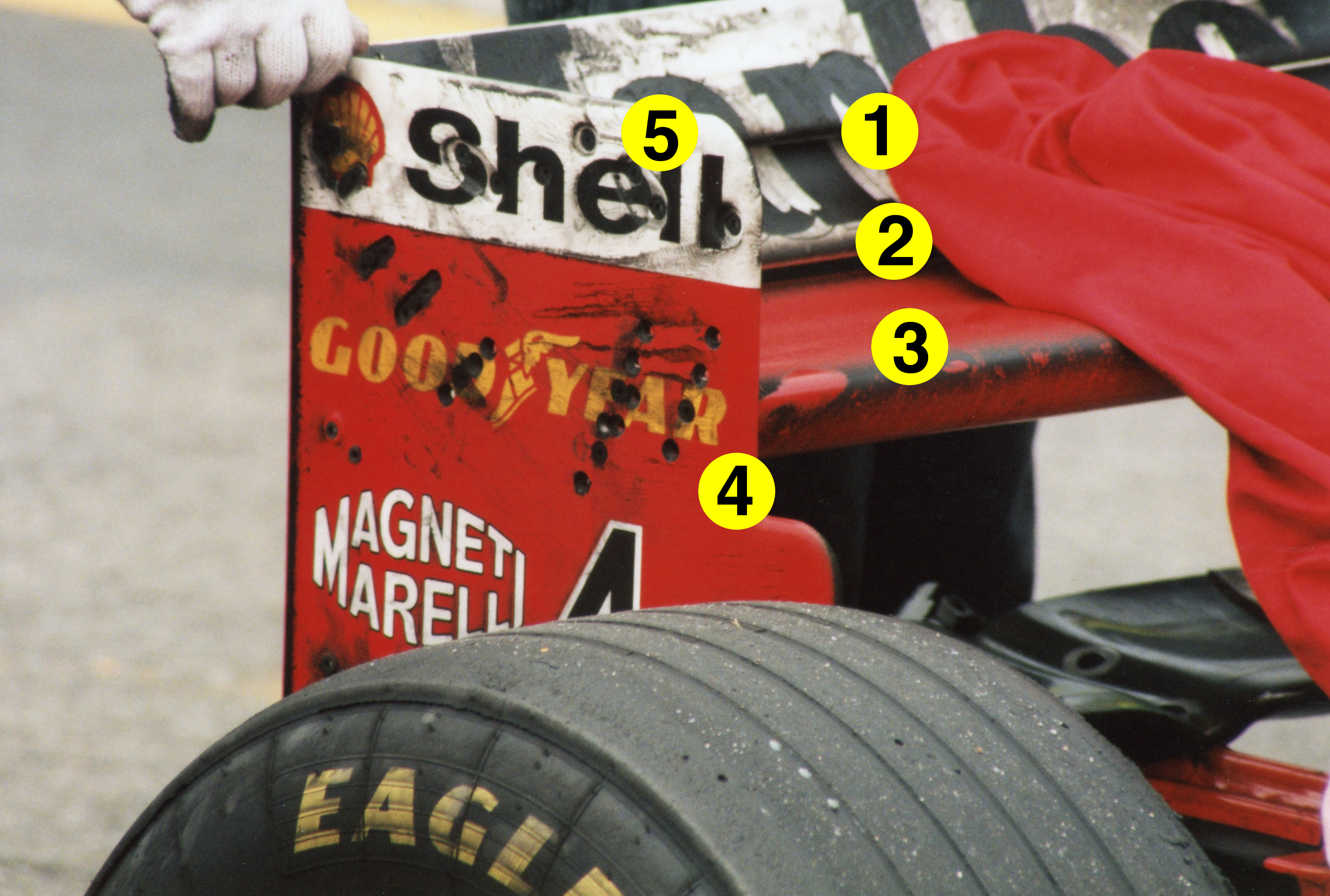
الجناح الخلفي لسيارة فورملا 1 1998، بثلاثة عناصر هوائية (1، 2، 3). صفوف الثقوب لضبط زاوية الهجوم (4) وتركيب عنصر آخر (5) مرئية على اللوحة الطرفية للجناح.

## أانظر أيضا
- مبدأ برنولي
- سيارة فورمولا 1
- قوة الرفع
- قناة تهوية

## روابط خارجية
- الديناميكا الهوائية في سباق السيارات